# Maials
Maials (em catalão e oficialmente) ou Mayals (em castelhano) é um município da Espanha na comarca de Segrià, província de Lérida, comunidade autónoma da Catalunha. Tem 57,7 km² de área e em 2021 tinha 926 habitantes (densidade: 16 hab./km²).

## Demografia
| Variação demográfica do município entre 1991 e 2004 [carece de fontes?] | Variação demográfica do município entre 1991 e 2004 [carece de fontes?] | Variação demográfica do município entre 1991 e 2004 [carece de fontes?] | Variação demográfica do município entre 1991 e 2004 [carece de fontes?] |
| ----------------------------------------------------------------------- | ----------------------------------------------------------------------- | ----------------------------------------------------------------------- | ----------------------------------------------------------------------- |
| 1991                                                                    | 1996                                                                    | 2001                                                                    | 2004                                                                    |
| 1083                                                                    | 1017                                                                    | 952                                                                     | 950                                                                     |